# C/2012 S1
C/2012 S1 (ISON) was een zonscherende komeet die waarschijnlijk uit de Oortwolk afkomstig was.
De komeet naderde op 28 november 2013 de zon tot een afstand van 0.012 AU (1.800.000 kilometer). De komeet zou eveneens de aarde dicht genoeg naderen om met het blote oog zichtbaar te zijn. Beelden van ruimtetelescoop SOHO leken er eerst op te wijzen dat de komeet tijdens zijn doorgang door het perihelium was verdampt en uit elkaar gevallen. Later leek het er echter op dat een deel van de komeetkern toch intact gebleven was. Enkele dagen later bleek dat de komeet toch tot stof is vergaan. Wetenschappers van de NASA maakten op 2 december bekend dat er geen brokken meer over waren die vanaf de aarde met het blote oog te zien zouden zijn, maar dat de Hubbletelescoop toezicht bleef houden.  Er is echter zoveel beeldmateriaal verzameld dat astronomen nog jaren onderzoek kunnen doen naar de komeet.

## Ontdekking
C/2012 S1 werd  officieel op 21 september 2012 ontdekt door Vitali Nevski (Виталий Невский, Vitebsk)  en Artyom Novichonok (Артём Новичонок, Kondopoga, Rusland). Zij deden hun ontdekking met een reflector van 0,4 meter doorsnede in het International Scientific Optical Network nabij Kislovodsk, Rusland. Kort na de ontdekking werd bekend dat de komeet voorheen al vastgelegd was op foto’s in  het Mount Lemmon Survey (op 28 december 2011) en van Pan-STARRS (op 28 januari 2012), maar beide keren werd de komeet toen niet herkend als een nieuw hemellichaam. De ontdekking werd op 24 september 2012 aangekondigd door het Minor Planet Center.

## Baan
C/2012 S1 heeft op 28 november 2013 zijn dichtste punt tot de zon bereikt; een afstand van 1.800.000 kilometer van het centrum van de zon. Indien de zonneradius van 695.500 km in acht wordt genomen, heeft de komeet de zon tot ongeveer 1.100.000 kilometer van het zonsoppervlak genaderd.
De baan van de komeet was bijna parabolisch. Op 26 december 2013 zou de komeet de aarde naderen tot 0,429 AU (64.200.000 km).
- Visualisatie van de baan van C/2012

## Helderheid en zichtbaarheid

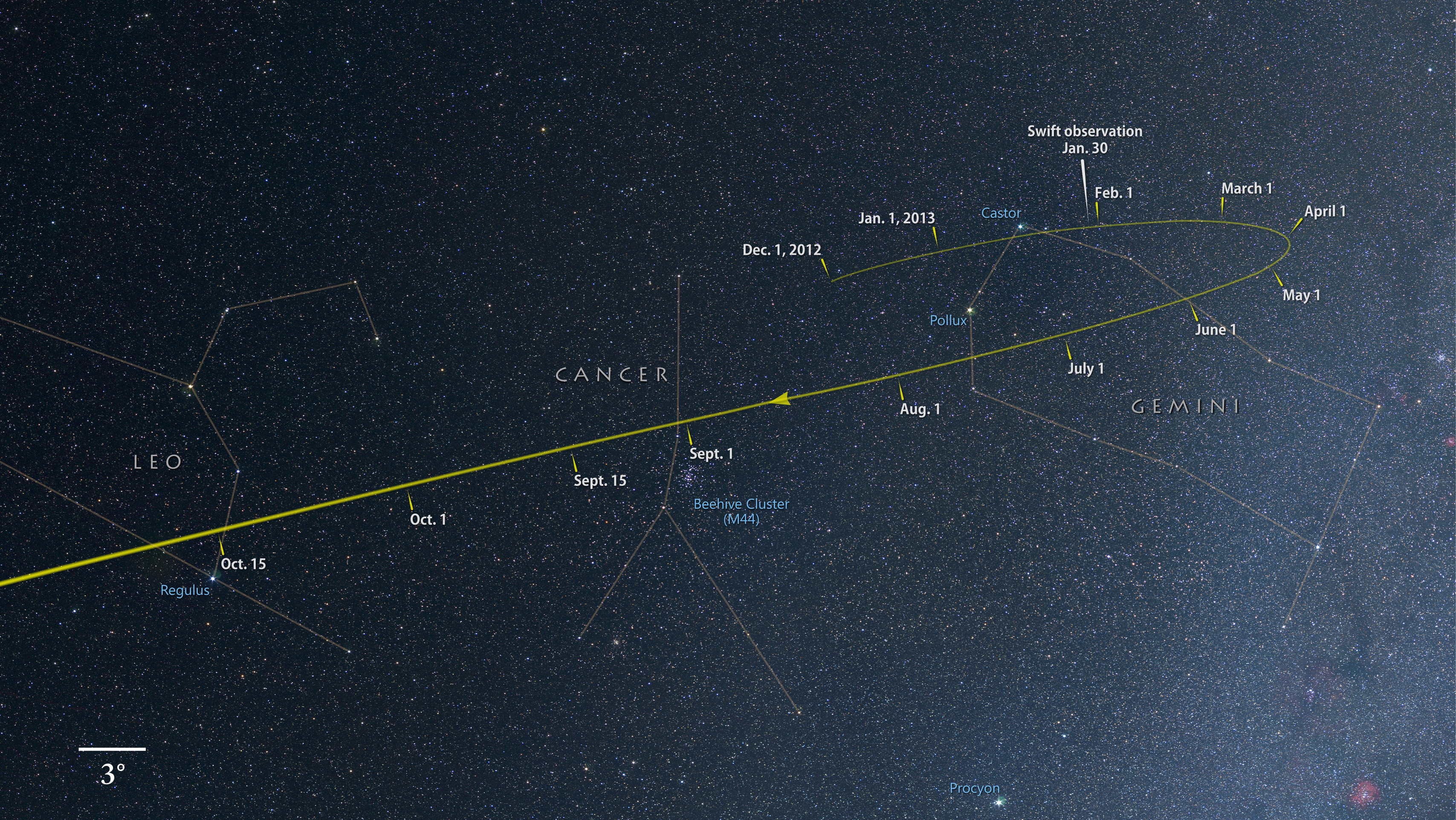
Baan van komeet C/2012 S1 van December 2012 tot oktober 2013, als de komeet door de sterrenbeelden maagd, kreeft en leeuw trekt

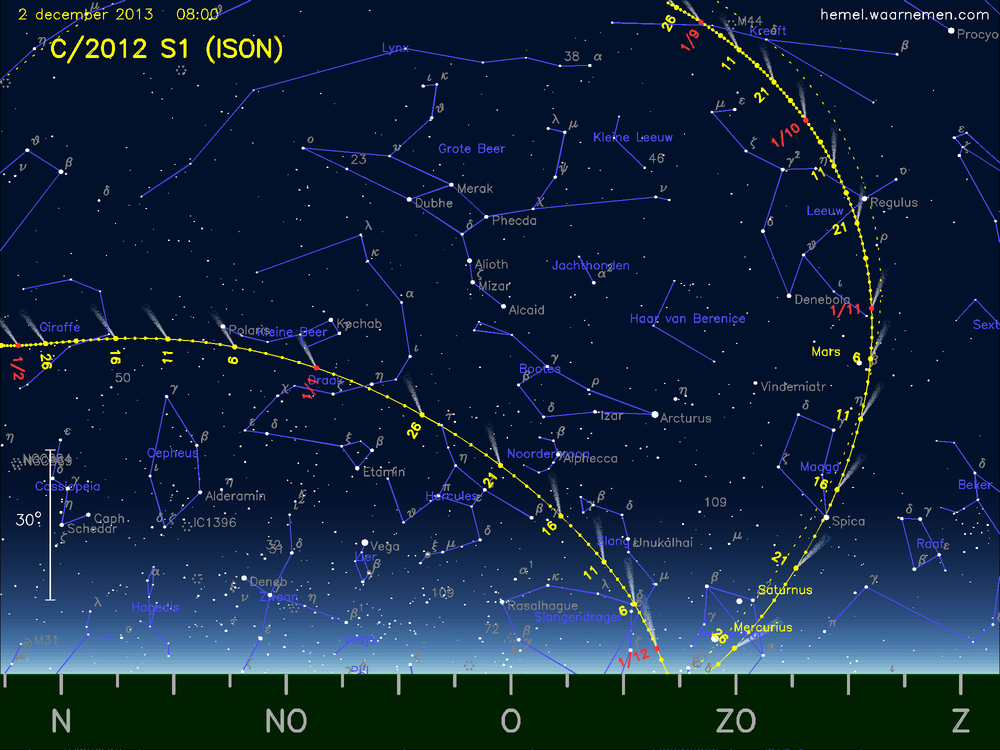
De komeet C/2012 S1 (ISON) aan de ochtendhemel voor een waarnemer in de Benelux, tussen augustus 2013 en maart 2014. De positie van de komeet t.o.v. de sterren is correct, de horizon, schemering en planeetposities gelden voor het tijdstip in het kaartje. De staarten zijn schematisch en geven de ruwe orientatie aan, niet de werkelijke lengte.

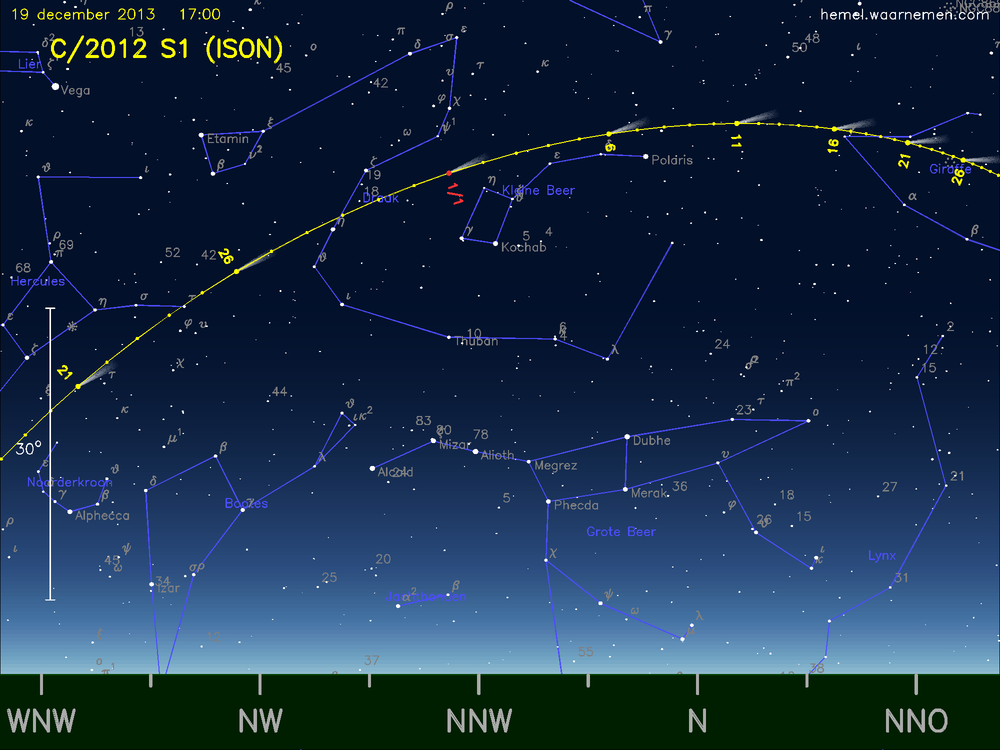
De komeet C/2012 S1 (ISON) aan de avondhemel, in december 2013 en januari 2014.

Ten tijde van de ontdekking was de schijnbare magnitude van C/2012 S1 ongeveer 18,8, te zwak om met het blote oog te zien, maar helder genoeg om gezien te worden door amateurastronomen met een grote telescoop.

Tussen 5 juni en 29 augustus 2013 had de komeet een elongatie van minder dan 30 graden van de zon. De verwachting was dat de komeet in september 2013 zichtbaar zou zijn met kleine telescopen of een verrekijker en dat rond 6 november de komeet helder genoeg zou zijn om ook met het blote oog te zien. Dit gebeurde echter niet. Op 30 juli 2013 werd bekend dat de komeet mogelijk minder goed te zien zal zijn dan aanvankelijk werd gedacht. Dit doordat de ijsdeeltjes die de zichtbare staart van de komeet veroorzaken al gesmolten zijn, en mogelijk ook door de aanwezigheid van mineralen op de komeet waardoor de gassen in de staart minder goed zichtbaar worden.
In oktober was C/2012 S1 met een telescoop aan de ochtendhemel te zien en doorkruiste de komeet het sterrenbeeld Leeuw nabij de ster Regulus, en passeerde vervolgens de planeet Mars. STEREO nam de komeet in oktober en november waar. Tijdens de passage van het sterrenbeeld maagd nam de helderheid (magnitude) van de komeet plots toe, waardoor hij enkele dagen tijdens schemer met het blote oog of verrekijker was te zien. Als gevolg van bewolking was dat in Nederland nauwelijks mogelijk. Door het licht van de zon was de komeet vanaf 23 november moeilijk waar te nemen.
De helderheid van een komeet voorspellen is echter lastig, zeker voor kometen die het centrale deel van het zonnestelsel voor het eerst bezoeken en de zon dicht naderen. Zo bleken eerdere voorspellingen over de helderheid van C/1999 S4 en Komeet Kohoutek te optimistisch.

## Naam
De komeet heet officieel enkel C/2012 S1. De C/ geeft aan dat de komeet niet-periodiek is, wat in de praktijk betekent dat de komeet een periode heeft langer dan 200 jaar en er minder dan twee periheliumpassages zijn waargenomen.  Het getal 2012 is het jaar van de ontdekking, en de code "S1" geeft aan dat het de eerste komeet is ("1") die werd ontdekt in de tweede helft van de maand september (de achttiende halve maand in het jaar; "S" is de negentiende letter in het alfabet, maar de letter "I" wordt overgeslagen).  De bijnaam ISON (aangegeven tussen haakjes) is slechts ter identificatie van de organisatie die de komeet ontdekt heeft: de International Scientific Optical Network. Desondanks wordt in de media ISON vaak aangevoerd als bijnaam voor de komeet.